# Scherzoer af Frédéric Chopin
Frédéric Chopin komponerede fire scherzoer mellem 1831 og 1843. I B-stykket af Scherzo nr. 2 i h-mol (opus 20) skænkede Chopin sit hjemland en tanke ved at indarbejde melodien til den polske julesalme ’Lulajże Jezuniu, lulajże, lulaj’ (’Sov, lille Jesus, sov’).
De første tre scherzoer er mørke og dramatiske, hvilket ikke ligefrem passer med betydningen af ordet ’scherzo’ (“spøg”). Robert Schumann bemærkede følgende om dem: “Hvordan skal ‘alvor’ gå klædt, når ‘spøg’ går med sort slør?”

## Liste over Chopins scherzoer
| Nummer | Toneart | Opus   | Udgivelsesår | Kompositionsår | Tema |
| ------ | ------- | ------ | ------------ | -------------- | ---- |
| 1      | h-mol   | Op. 20 | 1832         | 1831–1832      |      |
| 2      | b-mol   | Op. 31 | 1837         | 1837           |      |
| 3      | cis-mol | Op. 39 | 1839         | 1839           |      |
| 4      | E-dur   | Op. 54 | 1843         | 1842           |      |